# Philematium astaboricum
Philematium astaboricum là một loài bọ cánh cứng trong họ Cerambycidae.